# 한보 (1447년)
한보(韓堡, 1447년 ~ 1522년)는 조선시대 전기의 무신 겸 문신이다. 본관은 청주(淸州)이고 자는 장보(障父)이다. 음보로 출사하여 무신으로 입신한 문신이며, 무과 급제 후 예종 때 낭성군(琅城君)에 봉군되고, 성종 즉위후에는 좌리공신 4등관에 녹훈된 뒤 자헌대부에 이르렀다. 한명회의 적장자이며 성종은 그의 매제이자, 성종의 딸 공신옹주가 한보의 며느리였으므로 성종과 사돈간이 되었다.

## 생애
아버지는 영의정 상당부원군 한명회이며, 어머니는 여흥 민씨로 증 의정부우의정에 추증된 민대생(閔大生)의 딸이다. 한보는 예종비 장순왕후 한씨의 동생이자, 성종원비 공혜왕후의 오빠였다. 그는 어려서부터 기골이 장대하고 활쏘기와 말달리기에 능하였다. 그 뒤 한산 이씨 이훈의 딸과 결혼하였다.
1460년(세조 6년) 13세에 음보로 출사하여 용양위수사정(龍驤衛守司正)에 임명되어 관직에 나갔다. 그 뒤 여러 벼슬을 거쳐 승진하여 충무위호군(忠武衛護軍)이 되고, 1462년(세조 8년) 세자익위사우사어(世子翊衛司右司禦)·사섬시소윤(司贍寺少尹)에 이르렀다.
1463년 통례원사(通禮院事), 1465년 의흥위섭호군 겸 통례문판사(義興衛攝護軍兼通禮門判事), 1466년 19세에 무과에 급제하여 첨지중추부사(僉知中樞府事)로 승진한 뒤 한성부에서 무예를 단련하다 1469년(예종 1년) 낭성군(琅城君)에 봉군되었다.
아버지 한명회가 성종의 즉위를 지지하였고 그 공로로 한보 역시 1471년(성종 2년) 좌리공신(佐理功臣) 4등관에 책록되어 동지중추부사가 되었다. 72년 가정대부 한성부우윤, 1475년 공조참의 겸 도총관이 되고, 이듬해 자헌대부 낭성군이 되었다. 그는 어려서부터 양모(養母) 조씨(曺氏)와 사이가 좋지 않았는데, 이때 양모 조씨에게 불효하였다 하여 사헌부의 탄핵을 받고 파직되었다. 1476년 행 부사직(副司直)으로 복직되었고, 1478년 오위도총부 부총관을 역임하였다. 1492년 천추사(千秋使)가 되어 명나라에 다녀왔다. 그 뒤 갑자사화에 연루되었으나 처형은 모면하였다.
1515년 치사(致仕)하기를 간청하여 관작을 사퇴하고 봉조하(奉朝賀)가 되었다. 성종 때 사림파가 정계에 진출하여 요직을 차지하면서 그는 간신의 아들이라는 이유로 조롱을 당하였다. 그는 공신의 아들이면서도 스스로 처신을 삼갔을 뿐만 아니라 자손에게도 몸을 삼갈 것을 경계하였다.

## 기타
그는 한성부 서부(西部) 황화방(皇華坊)에 거주하였다 한다.

## 가족관계
- 아버지 : 한명회(韓明澮)
- 어머니 : 여흥 민씨, 민대생의 딸
  - 누나 : 청주한씨(淸州韓氏) - 고령부원군 신숙주의 장남 봉례랑 신주(奉禮郞 申澍)의 처.
  - 누나 : 청주한씨(淸州韓氏) - 영천부원군 윤사로의 장남 영천군 윤반(鈴川君 尹磻)의 처.
  - 누나 : 장순왕후(章順王后, 1445년 ~ 1461년) : 조선 제8대 국왕 예종의 정비(正妃)
  - 동생 : 공혜왕후(恭惠王后, 1456년 ~ 1474년) : 조선 제9대 국왕 성종의 정비(正妃)
  - 부인 : 한산 이씨 - 이훈(李塤)과 비인현주의 장녀이자, 효령대군의 외손녀 
    - 장남 : 한경기(韓景琦)
    - 며느리 : 전주 이씨 - 계림군 이이(鶴林君 李頤)의 딸
    - 며느리 : 언양 김씨 - 김극장(金克鏘)의 딸
    - 며느리(첩) : 미상
      - 서손자 : 한협(韓勰)
      - 서손자 : 한숭(韓嵩)

    - 차남 : 한경종(韓景琮)
    - 자부 : 광산 김씨 - 김윤(金倫)의 딸
      - 손자 : 한현(韓絢, 1510 ~ ?)
      - 손녀 : 보성군 이만년(寶城君 李萬年)의 처
      - 손녀 : 파평 윤씨 윤임(尹任)의 장남 윤흥의(尹興義, 1519 ~ ?)의 처
      - 손녀 : 평창 이씨 이희철(李希哲)의 처

    - 3남 : 청녕위 한경침(淸寧尉 韓景琛, 1482 ~ 1498) - 성종의 4녀 공신옹주의 부마
      - 손자 : 한찬(韓瓚)
      - 손자 : 한강(韓綱)

    - 4남 : 한경환(韓景環)
      - 손자 : 한유(韓維)
      - 손자 : 한유(韓績)

    - 5남 : 한경순(韓景珣)
      - 손자 : 한작(韓綽)

    - 6남 : 한경함(韓景{王+咸})
    - 장녀 : 평창 이씨 이광(李光)의 처

## 한보를 다룬 작품
- 《한명회》 (KBS 2TV, 1994년~1994년 배우 : 최정)
- 《왕과 비》 (KBS 1TV, 1998년~2000년 배우 : 김성수)

## 같이 보기
- 한명회
- 신숙주
- 권람
- 민대생
- 정창손
- 김질
- 김성동
- 오가작통법
- 면리제
- 장순왕후
- 한확
- 공혜왕후
- 공신옹주
- 귀인 엄씨